# 山田忠次
山田 忠次（やまだ ちゅうじ、1890年〈明治23年〉7月8日 - 1986年〈昭和61年〉3月22日）は、日本の逓信官僚。朝鮮総督府官僚。

## 経歴
山形県出身。1917年（大正6年）、東京帝国大学法科大学独法科を卒業し、高等文官試験に合格。逓信局書記、同属、通信事務官補、秋田郵便局長、福島郵便局長、朝鮮総督府逓信事務官、京城貯金管理所長、通信事務官、京都郵便局長、逓信局事務官、広島逓信局規画課長、大阪逓信局規画課長、同用品課長、逓信書記官、郵務局規画課長、経理局需品課長、大臣官房保健課長、同秘書課長を経て、1936年（昭和11年）に仙台逓信局長に就任した。同年７月、朝鮮総督府逓信局長に移り、高等海員審判所長を兼ねた。
1941年（昭和16年）に退官した後は、朝鮮住宅営団理事長を務めた。